# Sociedad para la Colonización Alemana
La Sociedad para la Colonización Alemana (en alemán: Gesellschaft für Deutsche Kolonisation, GfdK) fue fundada el 28 de marzo de 1884 en Berlín por Carl Peters. Su objetivo era acumular capital para la adquisición de territorios coloniales alemanes en países de ultramar.

## Historia

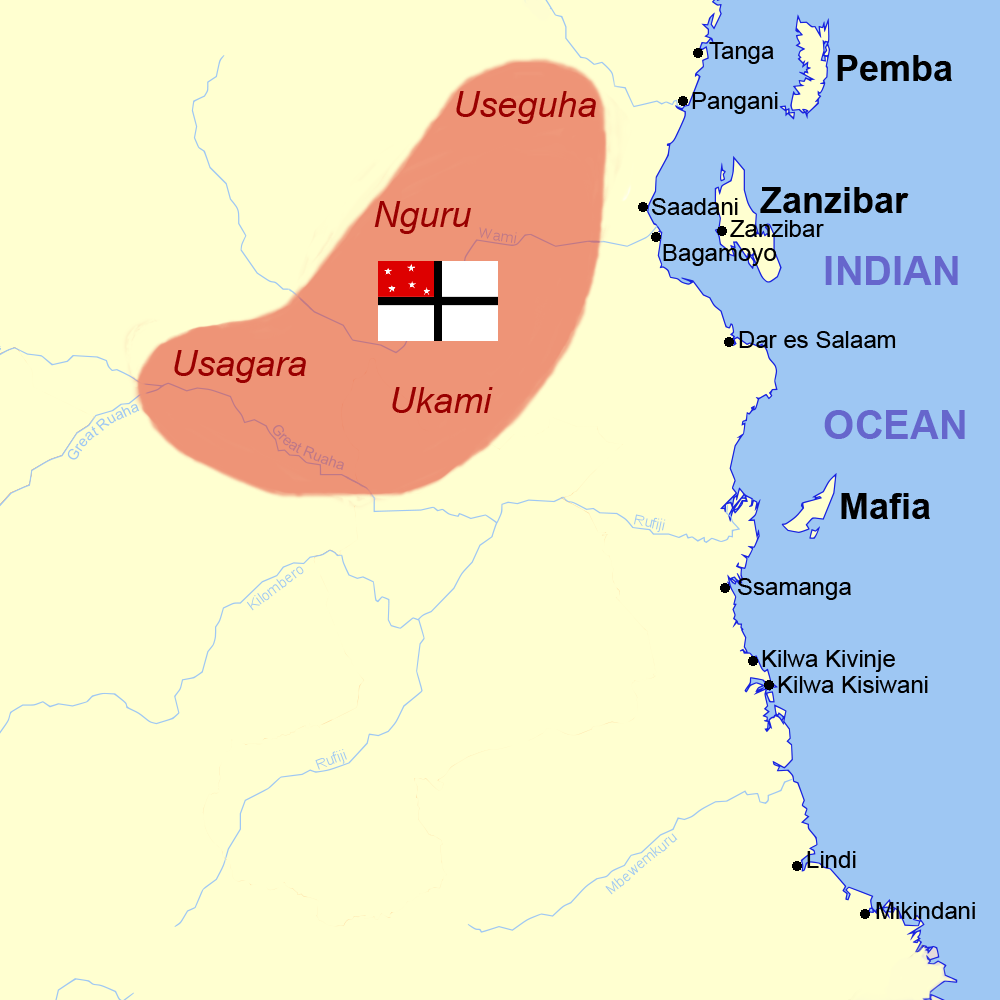
Territorio del África Oriental reclamado por el GfdK.

Peters acababa de regresar de Londres, donde vivía con su tío rico Carl Engel y estudiaba los principios del colonialismo británico. En el otoño de 1884, junto con su amigo Karl Ludwig Jühlke y el Conde Joachim von Pfeil, se dirigió al Sultanato de Zanzíbar. Peters había planeado inicialmente la búsqueda de oro en el sur de Mashonalandia (en el actual Zimbabue), pero descubrió que el territorio ya había sido invadido por los británicos.
La expedición a Zanzíbar de Peters fue una molestia para el gobierno alemán del canciller Bismarck, centrado en las buenas relaciones tanto con el sultán Barghash bin Said como con el Imperio Británico, y el cónsul alemán Gerhard Rohlfs lo dejó claro. Peters, Jühlke y von Pfeil, desconfiados por el enviado británico John Kirk, se embarcaron hacia Tanganica, en África Oriental. Durante su viaje en noviembre y diciembre de 1884, Peters concluyó varios "tratados de protección" (Schutzverträge) con jefes tribales en las regiones de Useguha, Ussagara, Nguru y Ukami como "Representante de la colonización alemana". Las disposiciones, emitidas en alemán, confirieron todos los derechos para explotar los territorios por la Gesellschaft für Deutsche Kolonisation a cambio de algunos regalos económicos.
Al regresar a Alemania en febrero de 1885, Peters exigió la implementación de un estado de protección oficial para las áreas. Bismarck, mientras tanto, había desarrollado sus propias estrategias coloniales y desde el 15 de noviembre de 1884 fue sede de la Conferencia de Berlín que impulsó la "lucha por África". Aunque el canciller aún expresó serias dudas con respecto a las adquisiciones de tierras de Peters, finalmente cedió con respecto a la expansión del Imperio colonial belga en el Congo, mientras que los británicos estaban atrapados con una revuelta en el Estado mahdista en Sudán. Un día después del final de la Conferencia de Berlín, el 27 de febrero de 1885, el GfdK obtuvo una carta imperial emitida por el emperador Guillermo II.
El 2 de abril de 1885, Peters formó la Compañía Alemana de África Oriental (Deutsch-Ostafrikanische Gesellschaft, DOAG), inspirada en la Compañía de las Indias Orientales. Era consciente de que la carta imperial marcó el comienzo de una toma de tierras a gran escala para crear la realidad, que pronto dio lugar a una nota oficial de protesta del sultán Barghash bin Said. Bismarck se vio obligado a enviar un escuadrón de cañoneras de la Armada Imperial al mando del almirante Eduard von Knorr al puerto de Zanzíbar, después de lo cual el sultán cedió y el 20 de diciembre de 1885 firmó un "tratado de amistad" que reconocía las adquisiciones de África Oriental alemana. Sin embargo, el continuo e impetuoso avance de Peters causó más disturbios, que culminaron en la revuelta de Abushiri de 1888/89.
La DOAG sustituyó al Gesellschaft für Deutsche Kolonisation, que se fusionó en 1887 con la Deutscher Kolonialverein y se convirtió en la Sociedad Colonial Alemana (Deutsche Kolonialgesellschaft).